# Garfield (2004.)
Garfield (eng. Garfield: The Movie) je američki dugometražni igrano-računalni film iz 2004. Režirao ga je Peter Hewitt, a inspiriran je istoimenim stripom. Glavni lik, lijeni mačak Garfield, napravljen je računalno, a ostale životinje su stvarne. Film je imao budžet od 50 milijuna dolara, a zaradio je čak 200 milijuna, čime je dobit učetverostručena.

## Radnja
Garfield je lijeni, debeli i narančasti mačak koji živi sa svojim vlasnikom, Jonom Arbuckleom. Dane provodi gledajući filmove, jedući lazanje, gnjaveći Jona i provocirajući svog susjeda, dobermana Luku. Garfield je također sklopio prijateljstvo s ljubaznim mišem Lujem i susjedskim mačkama.
Istovremeno, televizijski voditelj Happy Chapman, poznat po svom mačku Picajzliću, sretan je čovjek u emisiji. No u stvarnosti alergičan je na mačke, zavidi svom bratu i želio bi postati uspješni njujorški voditelj. Jon je počeo Garfielda češće voditi veterinaru (na njegov užas) kako bi vidio lijepu veterinarku, dr. Liz Wilson, u koju je zaljubljen. Jon je pokušava pitati za spoj, ali zbog nesporazuma postane vlasnik veselog i razigranog psa Odieja. Jon i Liz počnu izlaziti, ali Garfield je ljubomoran na Odieja i pokušava ga se riješiti. Na izložbi pasa Garfield se nađe ispred jurećih pasa, a Odie osvoji glavnu nagradu. Glavni sudac Happy Chapman predlaže Jonu da Odie postane televizijska zvijezda, ali Jon odbija jer želi da Odie bude njegov ljubimac. 
Garfield se vraća kući i iz bijesa udari lopticu koja onda domino efektom razruši cijelu kuću. Kad Jon to vidi, on kazni Garfielda tako da spava u dvorištu po mraku iako ga se boji. Garfield tužno pjeva i plače, a kad ga Odie dođe vidjeti, Garfield ulazi u kuću i zatvori Odieja van. Susjedske mačke gledaju kako Odie bježi i kako ga pronalazi gospođa Baker, koja ga posvaja. Liz dolazi u nedjelju kod Jona kako bi išli van, ali završe tražeći Odieja po gradu. Životinje optužuju Garfielda da je kriv zbog Odiejevog nestanka, a on se pravda da je samo branio svoj teritorij. Chapman i njegov pomoćnik Wendell odlaze kod gospođe Baker i uzimaju Odieja kao da je Happyjev pas, a Happy ostavlja autogram za unuka gospođe Baker.
Dok gleda televiziju, Garfield slučajno ugleda Odieja u emisiji Happyja Chapmana koji obavještava gledatelje da ide sa psom u New York. Garfield odlazi spasiti Odieja i upada u nevolje sa štakorima, ali ga spašava Luj. U međuvremenu, Jon se jada Liz kako je najgori vlasnik ljubimaca ikad, te oni kreću u potragu za Garfieldom. Garfield ulazi u Chapmanovu zgradu i zamalo oslobađa Odieja, ali Chapman ulazi u sobu. Garfield pada s prozora i hvata ga šinter jer nema markicu. U isto vrijeme gospođa Baker govori Jonu da je Chapman uzeo Odieja, pa Jon i Liz kreću u potjeru za njim misleći da je oteo i Garfielda. Chapmanov stari mačak Picajzlić, pravog imena Gospar Lujo, oslobađa Garfielda i ostale životinje. Chapman bježi u vlaku s Odiejem, ali Garfield zaustavlja vlak. Tijekom opće pometnje Garfield oslobađa Odieja, ali Chapman hvata obojicu. No Garfieldovi prijatelji stižu, napadnu i poraze Chapmana kojeg prvo Jon udari i onesvijesti, a zatim biva uhićen. Svi se vraćaju kući i misle da je Garfield junak. Liz i Jon ulaze u vezu, a Garfield i Odie postaju prijatelji.

## Glumci

### Pravi glumci
- Breckin Meyer kao Jon Arbuckle

- Jennifer Love Hewitt kao dr. Liz Wilson

- Stephen Tobolowsky kao Happy Chapman

- Evan Arnold kao Wendell

- Mark Christopher Lawrence kao Christopher Mello

- Eve Brent kao gospođa Baker

### Sinkronizacija
- Filip Šovagović kao Garfield

- Franjo Dijak kao Jon Arbuckle

- Iva Šulentić kao Liz Wilson

- Ranko Tihomirović kao Happy Chapman i Walter J. Chapman

- Branko Meničanin kao Nermal

- Janko Rakoš kao Miš Luis

- Bojan Navojec kao Luca

- Božidar Smiljanić kao Lujo Picajzlić

- Dražen Bratulić kao Wendel

- Alen Balen kao Christopher Mello

- Vlado Kovačić kao zamjenik Hopkins

- Ines Bojanić kao Abby Shields

- Jadranka Krajina kao Arlene

- Siniša Ružić kao najavljivač izložba pasa

- Ljiljana Gener kao gđa Baker

- Katarina-Zrinka Matijević Veličan kao agentica informacije

- Ilina Antolović kao najavljivačica vlaka

- Nika Poljak kao djevojčica

- Martin Milinković kao Spanky

- Tonska obrada: ATER studio

- Režija: Siniša Bajt

- Prijevod: Lara Hölbling Matković